# Jacob Vilhelm Rode Heiberg

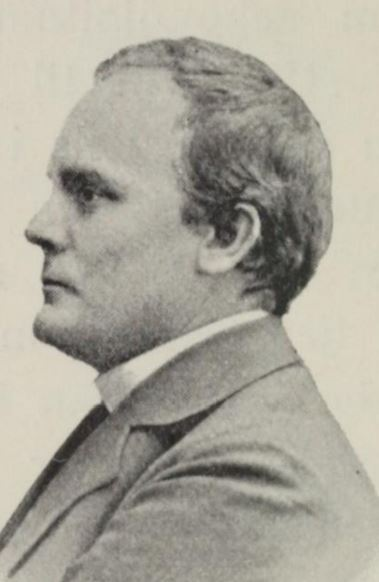
Jacob Vilhelm Rode Heiberg.

Jacob Vilhelm Rode Heiberg, född den 19 februari 1860, död den 19 februari 1946, var en norsk ämbetsman, bror till Gunnar Heiberg.
Heiberg blev student 1878, juris kandidat 1884 och 1894 byråchef i ecklesiastikdepartementet. Han blev 1909 borgmästare i Kristiania.
Heiberg utgav 1906 Unionens opløsning 1905. En samling af de officielle norske aktstykker vedrørende unionskrisen og Norges gjenreisning som helt suveræn stat. 
Hans utlåtanden om anslag till vetenskapliga, litterära och konstnärliga syften är ett värdefullt material för kännedomen om samtidens andliga kultur i Norge.